# Lorton (Virginie)
Pour les articles homonymes, voir Lorton.
Lorton est une census-designated place du comté de Fairfax dans l'État de Virginie, aux États-Unis.

## Source
- (en) Cet article est partiellement ou en totalité issu de l’article de Wikipédia en anglais intitulé « Lorton, Virginia » (voir la liste des auteurs).